# Мощний
Мощний (рос. Мощный; фін. Lavansaari; швед. Lövskär, ест. Lavassaar; до 1951 року рос. Лавенса(а)ри) — острів у Фінській затоці Балтійського моря, лежить приблизно за 120 км на захід від Санкт-Петербурга. Острів входить до складу Ленінградської області Росії. Площа острова становить приблизно 13,9 км².

## Історія

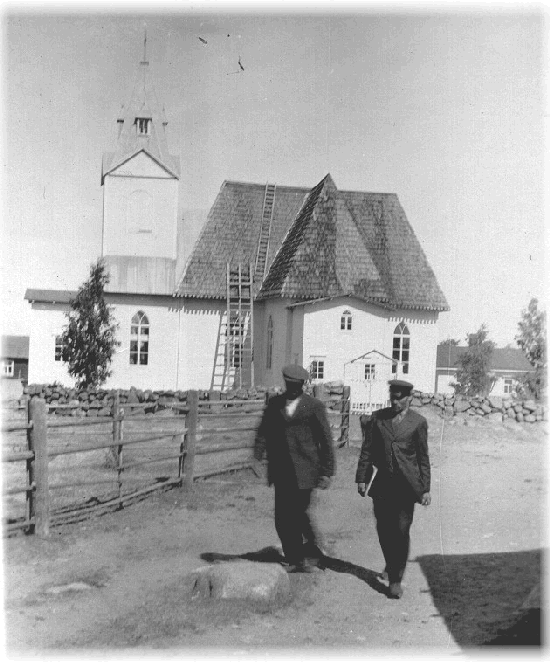
Церква на острові до нападу радянського союзу

Після громадянської війни у Фінляндії і до російсько-фінської Зимової війни острів входив до складу Фінляндії та належав до провінції Війпурі. Острів мав найбільше населення серед фінських островів у затоці і був евакуйований у 1939 році — операція тривала лише кілька годин.
Під час Другої світової війни, коли Ленінград був майже повністю оточений, а багато інших островів були зайняті німцями та фінами, адмірал Трібуц вирішив зберегти острови Сейскарі та Лавансаарі, які виявилися були базами під час війни. Росіяни мали на острові невелику військово-морську станцію та радар. 18 листопада 1942 року три фінські торпедні катери Syöksy, Vinha і Vihuri, а також мінний катер КМ здійснили штурм гавані острова. Сьоксі вдалося вразити однією торпедою канонерський човен «Красное знамя». Радянське судно було затоплено на причалі, але врешті-решт було піднято 13 листопада 1943 року.
Німецькі ВМС намагалися перешкодити радянським ВМС силам діяти на захід від острова шляхом мінування. Загородження Seeigel I—IV і VI—VIII складалися з 2526 штук морських мін разом із Seeigel V на глибині від двох до трьох метрів під поверхнею води. Як виняток з інших загороджень, Seeigel V мав міни на глибині 25 метрів від поверхні води. У червні допоміжне мінування складалося з 244 магнітних мін, близько 3000 закріплених глибинних мін і близько 1630 тральних загороджень. Менший загороджувальний загін, Seehund, складався лише з приблизно 200 мін і близько 250 протимінних загороджень проти надводних суден і протимінних засобів.
23 червня 1943 року німецькі бомбардувальники потопили радянський торпедний катер МО-171 біля вод Лавансаарі. 14 травня 1944 року німецький торпедний катер торпедою потопив радянський торпедний катер МО-122.